# Manuel Molina García
Manuel Molina García (Granada, España; 21 de febrero de 1962) fue un futbolista español que se desempeñaba como defensor.
Desarrolló su carrera deportiva en el Granada Club de Fútbol entre los años 1.979 y 1991, durante 12 temporadas. Es el futbolista con más participaciones en el Granada Club de Fútbol, con 382 partidos disputados. Fue internacional en las categorías inferiores de la selección española.

## Clubes
| Club       | País   | Año         |
| ---------- | ------ | ----------- |
| Granada CF | España | 1979 - 1991 |